# تغییرات اقلیمی در هند
تغییرات اقلیمی در هند دارای تاثیرات عمیقی روی این کشور است و آن را در رده چهارم کشورهایی قرار داده است که در سال ۲۰۱۵ بیشترین تاثیر را از تغییرات اقلیمی گرفته‌اند. هند در حدود ۳ گیگاتن CO2 از گازهای گلخانه‌ای را در هر سال در محیط منتشر می‌کند که این میزان در حدود ۲٫۵ تن به ازای هر فرد در سال و کمتر از میزان میانگین جهانی است. این کشور ۷٪ از انتشارات جهانی را دارا است و این در حالی است که ۱۷٪ از مردم جهان در آن زندگی می‌کنند. افزایش دما در فلات تبت باعث عقب نشینی یخچال‌های طبیعی هیمالیا شده و شدت جریان رودخانه های گنگ، برهماپوترا، یامونا و دیگر رودخانه‌های اصلی را تهدید می‌کند.

## انتشارات گازهای گلخانه‌ای
هند در انتشار گازهای گلخانه‌ای در رتبه سوم جهانی قرار دارد و منبع اصلی آن زغال‌سنگ است. هند در سال ۲۰۱۶ ۸/۲ گیگاتن معادل CO2 را به محیط آزاد کرده است (۵/۲ شامل LULUCF)، که ۷۹٪ از آن CO2، ۱۴٪ از آن متان، و ۵٪ اکسید نیتروژن بوده است. هند در حدود ۳ گیگاتن CO2 معادل گازهای گلخانه‌ای را به طور سالانه تولید می‌کند که در حدود ۲ تن به ازای هر فرد است و نصف سرانه جهانی می‌باشد. این کشور ۷٪ از کل انتشارات جهانی را به خود اختصاص داده است.
از سال ۲۰۱۹ این نمودارها تقریبا غیرقطعی هستند اما یک فهرست جامع گاز گلخانه‌ای در دست است. قطع انتشار گازهای گلخانه‌ای و در نتیجه آلودگی هوا در هند دارای مزایایی برای سلامتی است که ارزش آن ۴ تا ۵ برابر هزینه آن است و می‌تواند به صرفه‌ترین مورد در جهان باشد.
تعهدات توافقنامه پاریس شامل کاهش این شدت تا %۳۵-۳۳ تا سال ۲۰۳۰ است. میزان انتشار سالیانه این گازها در هند به ازای هر نفر کمتر از متوسط جهانی است و UNEP پیش‌بینی می‌کند که این میزان تا سال ۲۰۳۰ به سه تا چهار تن برسد.

### تولید الکتریسیته
AS OF ستامبر ۲۰۲۱، هند %۸/۳۹ از الکتریسیته خود را از منابع انرژی تجدیدپذیر و %۲/۶۰ از آن را از سوخت‌های فسیلی تولید میکرد که ۵۱٪ از این میزان از زغال‌سنگ تولید می‌شد.

#### نیروگاه‌‌های برق با سوخت زغال‌سنگ
علاوه بر استحصال زغال‌سنگ از معادن در هند، این کشور زغال‌سنگ را به منظور تولید برق در نیروگاه‌ها وارد می‌کند. بعید است که نیروگاه‌های جدیدی از این دست ساخته شوند، ممکن است نیروگاه‌های قدیمی نیز از رده خارج شوند و زغال‌سنگ بیشتری در واحدهای باقی‌مانده سوزانده شود.

### سوخت خانگی
تغییر سوخت از سوخت‌های سنتی به گاز مایع و الکتریسیته دارای مزایای سلامتی و اقلیمی زیادی است.

### صنعت
یک چهارم از این انتشارات صنعتی و عمدتا از کارخانه‌های سیمان، آهن، و فولاد بوده است. مصرف سوخت بخش صنعتی حدفاصل سال‌های ۲۰۰۰ تا ۲۰۱۴، ۴۰۶٪ افزایش پیدا کرد. در سال ۲۰۱۴، ۴۲٪ از انرژی نیز در بخش صنعتی مصرف شد.

### کشاورزی
انتشارات حاصل از فعالیت‌های کشاورزی در حدفاصل سال‌های ۲۰۰۵ تا ۲۰۱۴۲۵٪ افزایش یافت که عمدتا در اثر افزایش مصرف کودهای شیمیایی و سوزاندن محصولات زراعی اتفاق افتاده است.

### پسماند
پسماندها عامل انتشار ۷۸ مگاتن CO2eq در سال ۲۰۱۴ بوده‌اند. 

## اثرات روی محیط‌زیست طبیعی

### دما و تغییرات آب و هوایی
در ماه می سال ۲۰۲۲، موج گرمایی شدیدی در پاکستان و هند ثبت شد و دمای هوا به C 51 رسید. تغییر اقلیمی باعث افزایش ۱۰۰ برابری احتمال رخداد این موج‌های حرارتی می‌شود. بدون وجود تغییر اقلیمی، موج‌های حرارتی بسیار شدیدتری نسبت به آنچه در سال ۲۰۱۰ رخ داد یک بار در هر ۳۱۲ سال مورد انتظار خواهد بود. اکنون انتظار می‌رود که این موج‌ها هر سه سال یکبار اتفاق بیفتند.
پژوهشی که در سال ۲۰۱۸ انجام شده است نشان می‌دهد که خشکسالی‌ها در شمال و شمال غرب هند در آینده نزدیک افزایش خواهند یافت.